# Mioveni
Mioveni is een stad in het district Argeș. De stad heeft 35.849 inwoners. In Mioveni ligt de Dacia-fabriek. Nabij is de stad Pitești.
Vroeger heette de stad Colibași.

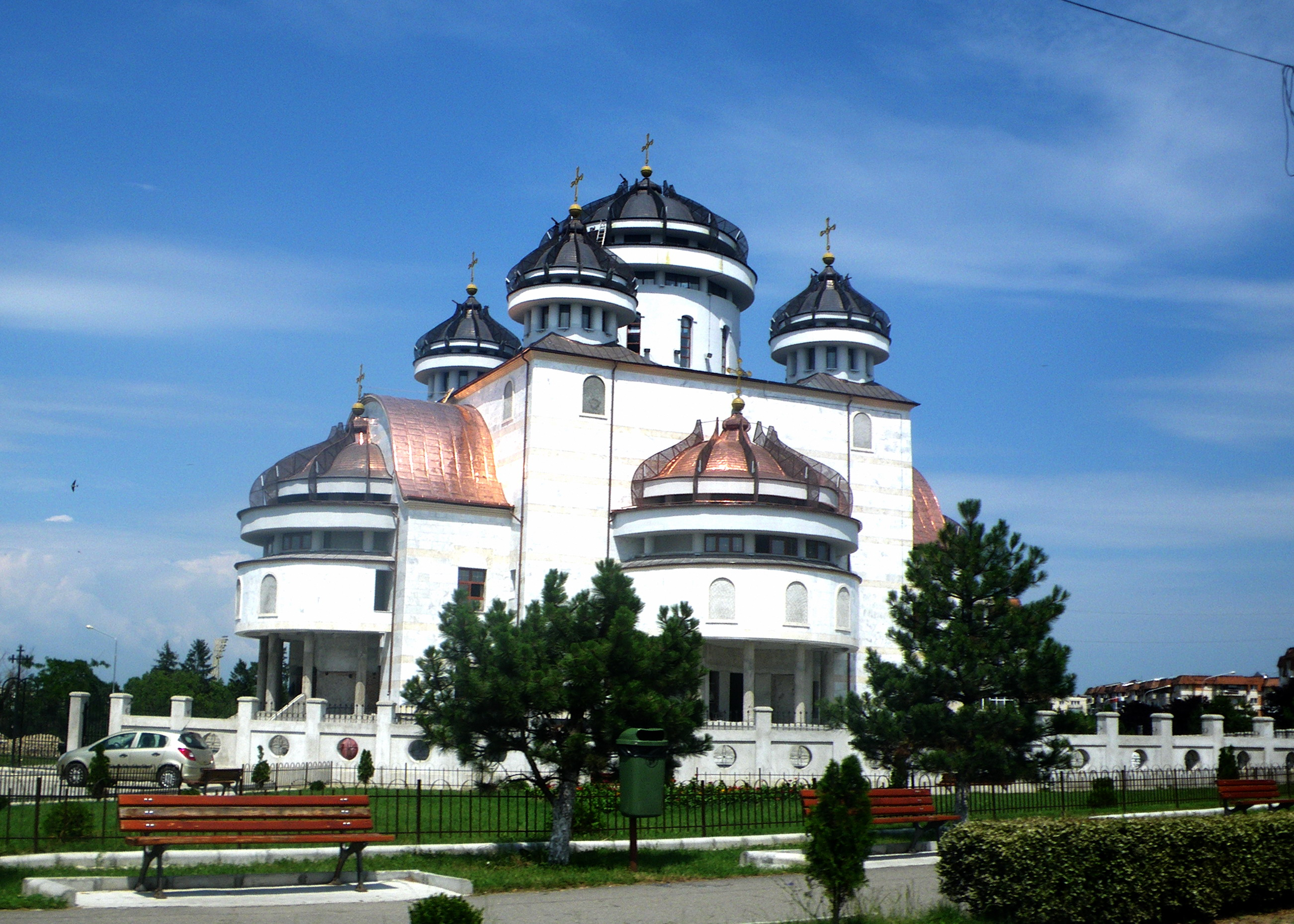
Kerk van Mioveni
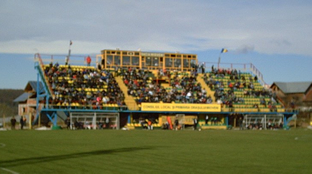
Stadion van Mioveni

## Dacia autofabriek
De fabriek werd in 1966 geopend. het produceerde aanvankelijk Franse Renault voertuigen in licentie. Deze personenwagens voldeden niet aan de westerse kwaliteitseisen en ze werden vooral in Roemenië verkocht. In 1989 telde de fabriek zo'n 28.000 werknemers en produceerde ruim 100.000 voertuigen op jaarbasis.
In 1999 werd de fabriek overgenomen door Renault. Renault wilde profiteren van de lage lonen en stelde als doel de productie van goedkope personenwagens van minder dan 5000 euro. Dit laatste is niet helemaal gehaald, maar Renault kwam dichtbij en in 2004 werd de Dacia Logan geïntroduceerd tegen een prijs van 6400 euro. De productie steeg snel en in 2013 werden 343.000 voertuigen geproduceerd en werkten er 14.000 mensen in de fabriek. Op een zeer klein deel na worden alle wagens geëxporteerd. De fabriek heeft een capaciteit van 350.000 voertuigen per jaar en deze wordt bijna volledig benut. Op 6 mei 2014 liep het 5 miljoenste voertuig van de lopende band uit de fabriek. De werknemers ontvangen medio 2014 circa $ 1200 per maand, dit is een derde van het bedrag dat de Franse werknemers van Renault ontvangen, maar ze behoren tot de best betaalde werknemers in Roemenië.